# Guatemala Quetzal Rugby Club
Guatemala Quetzal Rugby Club (también conocido como GQRC) es un equipo de rugby union localizado en la Ciudad de Guatemala, Guatemala. El Club compite en los campeonatos que organiza la Asociación Deportiva Nacional de Rugby (Antes Asociación Guatemalteca de Rugby). El Club utiliza el territorio Guatemalteco y el ave nacional guatemalteca el Quetzal, como simbología. El Club en su inicio estuvo integrado por jugadores guatemaltecos, estadounidenses, argentinos, japoneses, franceses, mexicanos, ingleses, italianos y canadienses, cubriendo diferentes estilos y prácticas de juego. A la presente fecha el club tiene 95% de representación Guatemalteca.

## Historia
El club fue fundado el 4 de marzo de 2010, siendo el 6.º club en crearse en la historia del Rugby guatemalteco. La institución fue creada por una mezcla de guatemaltecos y expatriados con la intención de incrementar el nivel de juego en Guatemala, mediante la competición en el Torneo ya existente. El primer entrenamiento formal tuvo lugar en el Colegio Interamericano de Guatemala el 20 de marzo de 2010.
Un expediente sometido a mediación de la Asociación Guatemalteca de Rugby por otro club de la Ciudad de Guatemala impedía el ingreso de GQRC a la competición programada al Torneo 2010. El apoyo de los demás Clubes participantes y de la Selección Nacional de El Salvador (Torogoces) incidió en la Asociación a desestimar el caso y forzar la entrada de Guatemala Quetzal Rugby Club a la competencia nacional. Guatemala Quetzal Rugby Club se adjudicó su primer título de campeonato, siendo el primer equipo en la historia del Rugby Guatemalteco en conseguirlo de forma invicta.
En el año 2011 el club fue incorporado formalmente en la Antigua Asociación Guatemalteca de Rugby comenzando sus entrenos en el mes de enero de 2011. Siendo el 2011 un año muy fructífero para el club adjudicándose un segundo campeonato con un solo partido perdido en el año.
En año 2012 el club sufrió cambios administrativos los cuales tuvieron una consecuencia desfavorable en la organización en general; deportiva y administrativa. Por esa razón el equipo no pasó de la etapa de clasificación en la temporada 2012 y fue hasta el último trimestre del año 2012 cuando se formó una nueva junta directiva la cual tomó posesión con el objetivo de reorganizar el club.
En el año 2013 se crea la selección femenina de Rugby Seven 7s, quienes actualmente participan en la liga Mayor Femenina y de la cual han sido campeonas invictas desde el año 2013 hasta la fecha. 
Han representado al Club en diferentes competiciones internacionales como la copa Maquilishuat disputada en El Salvador haciendoce acreedoras del primer lugar en el 2016 y segundo lugar en el 2017.
En la actualidad Quetzales Rugby club aporta más del 60% de jugadores que pertenecen a la selección femenina de Rugby. como selección han representado a Guatemala en diferentes torneos internacionaciales como:
- 2016 1.er Lugar Centroamericano C
- 2017 1.er lugar Centroamericano C
- 2017 Oro Juegos Centroamericanos
- 2018 Participación en los juegos de Barranquilla

Desde 2014 a la fecha el equipo masculino de Quetzales ha aportado alrededor del 40% de jugadores para la selección masculina de Rugby, siendo campeones en múltiples ocasiones del Sudamericano mayor C, dando paso a la selección del 2018 a que participe en el torneo Sudameriacano 4 naciones.
Debido a la trayectoria y experiencia de varios jugadores a lo largo de la historia del club, Quetzales Rugby club actualmente aporta 5 árbitros de diferentes niveles certificados por las ComAr para apoyar al desarrollo de la liga nacional de Rugby. 
- Dafne García

- Melannie García

- Karla Mollinedo

- Fabricio Tzorin

- Samuel Prado

Así también aporta a dos entrenadores de alto nivel que han llevado a la selección de Guatemala a ser campeona en diferentes ocasiones internacionalmente.
para la rama femenina
- Fabrizio Tzorín

Para la rama Masculina en modalidad de 15s 
- Jorge Montenegro.

### Fundadores del Club
Ricardo Alvarado Anguiano
 Colin Brown
 Farzad Darouian
 David Horner
 Lautaro Cayarga Paoltroni

## Honores
Equipo Masculino
- Campeón Nacional Guatemalteco 2010 (Invictos)
- Campeón Nacional Guatemalteco 2011
- Disputó el juego de semifinales de la liga Guatemalteca contra Cuscatlán Rugby Club en el año 2013
- Campeón Nacional Guatemalteco 2018 modalidad 7s

Equipo Femenino
- Campeón Nacional Guatemalteco 2014 Modalidad 7s
- Campeón Nacional Guatemalteco 2015 Modalidad 7s
- Campeón Nacional Guatemalteco 2016 Modalidad 7s
- 1.er lugar copa Maquilishuat celebrada en El Salvador Modalidad 7s
- Campeón Nacional Guatemalteco 2017 Modalidad 7s
- 2.º lugar copa Maquilishuat celebrada en El Salvador Modalidad 7s
- Campeón Nacional Guatemalteco 2018 Modalidad 7s
- Campeón Nacional Guatemalteco 2018 Modalidad Tag.

## Sponsorship
En los años 2010 y 2011 el patrocinador principal de GQRC fue Rattle´n Hum Bar de Guatemala quien a su vez fue la Casa Club del equipo. El Colegio Interamericano apoyó el desarrollo del equipo permitiéndole el uso de su infraestructura deportiva para los entrenamientos.
En los años 2012 al 2014 el club no contó con patrocinadores. Los integrantes del club cubrieron todos los gastos necesarios para entrenamientos, viajes y materiales de primeros auxilios.
Desde el año 2015 el patrocinador principal de GQRC es COMSI, quien ha apoyado en la realización de los uniformes de la liga masculina y femenina, y a partir del 2016 se incorpora otro patrocinador, Aromas Creativos, y conjuntamente apoyan en la realización de los uniformes de la temporada 2016.

## Recruiting
GQRC promueve el desarrollo del Rugby en Guatemala explorando oportunidades para encontrar nuevos jugadores a través de colegios y universidades locales, representaciones diplomáticas, trabajo de voluntariados y manteniendo regularmente clínicas de aprendizaje de habilidades en las áreas de: coaching, arbitraje y juego.